# بنجامين إف. بيكر
بنجامين إف. بيكر (بالإنجليزية: Benjamin F. Baker)‏ هو عسكري أمريكي، ولد في 12 مارس 1862 في دنيس بورت (ماساتشوستس) في الولايات المتحدة، وتوفي في 19 مايو 1927 في ماساتشوستس في الولايات المتحدة.